# Cabinet Seite II
Land de Mecklembourg-Poméranie-Occidentale
Cabinet Seite I Cabinet Ringstorff I
Le cabinet Seite II (Kabinett Seite II) était le gouvernement régional du Land de Mecklembourg-Poméranie-Occidentale entre le 8 décembre 1994 et le 2 novembre 1998, durant la deuxième législature du Landtag.

## Formation
À la suite des premières élections libres du 14 octobre 1990, un gouvernement de coalition noire-jaune a été formé sous la direction du ministre-président Alfred Gomolka, de l'Union chrétienne-démocrate d'Allemagne (CDU). Il a été contraint de démissionner le 15 mars 1992 par le groupe parlementaire régional de la CDU, à cause d'un désaccord concernant la privatisation des chantiers navals. Gomolka et son ministre de l'Économie, Conrad-Michael Lehment, membre du Parti libéral-démocrate (FDP) soutenaient en effet une privatisation partielle, à l'encontre des députés et du président régional du parti, Günther Krause. Il a alors été remplacé par le secrétaire général régional de son parti, Berndt Seite.
Les élections du 16 octobre 1994 ne permettent qu'à trois partis d'obtenir une représentation au sein du Landtag : la CDU, le SPD et le PDS. Alors que la CDU est en léger recul et que le SPD progresse modestement de 2,5 %, le PDS est en forte hausse, obtenant 22,7 % des voix soit un progrès de 7 points par rapport à 1990. Désormais, la CDU possède 30 sièges sur les 71 du Landtag, le SPD, 23 et le PDS, 18.
Harald Ringstorff, leader du SPD au cours de ces élections, considère sérieusement dans un premier temps la possibilité de former la première coalition rouge-rouge depuis la réunification. Cependant, la direction fédérale du SPD s'y oppose et les sociaux-démocrates deviennent les partenaires minoritaires d'une grande coalition. Il s'agissait de la seule possibilité pour la CDU de rester à la tête du gouvernement, après que son partenaire précédent, le FDP, a perdu toute représentation parlementaire.
La CDU conserve, au sein de ce nouveau cabinet, le poste de ministre-président ainsi que quatre ministères, alors que le SPD en obtient trois. L'indépendante Regine Marquardt, jusque là membre du cabinet fantôme de Ringstorff, devient ministre de l'Éducation. Elle rejoint le SPD par la suite. Le chrétien-démocrate Thomas de Maizière, secrétaire d'état sortant auprès du ministre de l'éducation, devient directeur de la chancellerie régionale. Les ministres sortants Herbert Helmrich, Frieder Jelen et Steffie Schnoor ne sont pas reconduits dans ce nouveau cabinet.
La coalition CDU-SPD a été régulièrement marquée par des tensions internes et par des échecs. De grands projets industriels tels que la construction d'une ligne Transrapid ou l'implantation de la production d'Airbus à Rostock ont échoué. Le taux de chômage était de 20 à 30 %. La coalition a failli éclater lorsque le ministre des finances chrétien-démocrate, Bärbel Kleedehn, s'est mis d'accord avec le gouvernement fédéral sur une approche concernant la crise du secteur des chantiers navals, sans impliquer le ministre de l'économie, le social-démocrate Ringstorff. Ringstorff explore alors à nouveau les possibilités de coalition avec le PDS, mais se heurte une fois de plus à la direction fédérale du parti. Au cours de cette crise de coalition, Ringstorff renonce à son poste de ministre, redevient chef du parti parlementaire et se situe désormais dans l'opposition. Le retrait de Ringstorff du gouvernement déclenche un important remaniement ministériel.

## Composition
| Portefeuille                                                                      | Ministre                                 | Ministre                                | Parti        |
| --------------------------------------------------------------------------------- | ---------------------------------------- | --------------------------------------- | ------------ |
| Ministre-président                                                                |                                          | Berndt Seite                            | CDU          |
| Ministre de l'Intérieur                                                           |                                          | Rudi Geil (jusqu'au 12/05/1997)         | CDU          |
| Ministre de l'Intérieur                                                           | Armin Jäger (à partir du 13/05/1997)     |                                         | CDU          |
| Ministre de la Justice et des Affaires fédérales et européennes                   |                                          | Rolf Eggert                             | SPD          |
| Ministre des Finances                                                             |                                          | Bärbel Kleedehn (jusqu'au 06/05/1996)   | CDU          |
| Ministre des Finances                                                             |                                          | Sigrid Keler                            | SPD          |
| Ministre de l'Économie                                                            |                                          | Harald Ringstorff (jusqu'au 06/05/1996) | SPD          |
| Ministre de l'Économie                                                            |                                          | Jürgen Seidel (à partir du 07/05/1996)  | CDU          |
| Ministre de l'Agriculture et de la Préservation de la Nature                      |                                          | Martin Brick                            | CDU          |
| Ministre de la Construction, de l'Aménagement du territoire et de l'Environnement |                                          | Jürgen Seidel(jusqu'au 06/05/1996)      | CDU          |
| Ministre de la Construction, de l'Aménagement du territoire et de l'Environnement | Bärbel Kleedehn (à partir du 07/05/1996) |                                         | CDU          |
| Ministre de l'Éducation                                                           |                                          | Regine Marquardt                        | Indépendante |
| Ministre du Travail, de la Santé et de l'Ordre social                             |                                          | Hinrich Kuessner                        | SPD          |

## Source
- (de) Cet article est partiellement ou en totalité issu de l’article de Wikipédia en allemand intitulé « Kabinett Seite I » (voir la liste des auteurs).